# Granata Pazzaglia
Le Bombe o Granate Pazzaglia (dal nome del suo inventore) sono delle armi artigianali utilizzate dai soldati italiani durante la seconda guerra mondiale soprattutto nel teatro Nordafricano per rimediare alla cronica mancanza di armi efficaci contro i corazzati nemici.

## Descrizione
La bomba era costituita da un contenitore in lamiera al cui interno vi era la carica esplosiva e da un tubo di circa 7 cm al cui interno era inserita una bomba a mano O.T.O (la cosiddetta Red Devil per i britannici) utilizzata come innesco.
Il tutto era inserito in un sacchetto di tela munito di gancio di trasporto.
Costruite in due varianti — da 1 Kg e da 2 Kg di esplosivo, cui andava aggiunto un ulteriore chilogrammo complessivo di confezione — richiedevano una buona prestanza fisica per il lancio a causa del peso ma erano efficaci comunque solo se lanciate con precisione sul vano motore, nel qual caso erano in grado di distruggere qualsiasi corazzato. Per questa ragione il militare che voleva utilizzarla doveva necessariamente accostarsi all'obiettivo, evitando di essere colpito dal fuoco delle mitragliatrici di bordo o dalla fanteria che seguiva i carri durante le loro avanzate.
Nel 1942, campioni di bombe "Pazzaglia" furono inviate e studiate dal Genio Militare in Italia ma a ciò non fece seguito nessuna produzione negli stabilimenti sul territorio.

## Uso operativo
Per il lancio si impugnava la bomba con la mano destra ben stretta sul manicotto e con la sinistra si strappava la linguetta di sicura, si portava la bomba all'indietro e si lanciava. Per essere correttamente utilizzata doveva essere lanciata da in piedi e con una traiettoria circolare dall'alto verso il basso e possibilmente ad almeno 20/25 m.
Di norma i soldati italiani, quando giudicavano l'obiettivo a distanza utile, saltavano fuori dalle loro postazioni difensive (trincee o buche) e correndo si avvicinavano al carro armato. Altre volte strisciavano tra i carri in movimento e, per evitare di essere schiacciati dai cingoli, lasciavano anche che questi passassero loro sopra per poi alzarsi e lanciare la loro arma dopo che il carro li aveva superati.
Oltre al rischio di essere colpiti dalle armi nemiche o di rimanere schiacciati dai cingoli, l'uso stesso della bomba era pericoloso perché con la sua esplosione dal vano motore divampavano immediatamente alte fiamme, il liquido idraulico schizzava rovente in ogni direzione e le munizioni stesse potevano saltare in aria.